# Pedro Sá
Pedro Miguel da Cunha e Sá, meglio conosciuto come Pedro Sá (Póvoa de Varzim, 1º dicembre 1993), è un calciatore portoghese, centrocampista del Penafiel.

## Palmarès

### Club

#### Competizioni nazionali
- Segunda Liga: 1

Portimonense: 2016-2017